# Potresi u Heratu 2023.
Potresi u Heratu bili su niz potresa u listopadu 2023. u afganistanskoj pokrajini Herat, oko 30 km sjeverozapadno od grada Herata, drugog najvećeg grada u zemlji nakon glavnog grada Kabula. Tri najjača potresa dosegnula su magnitudu od 6,3 MW, od kojih su se dva dogodila 7. listopada, a treći 11. listopada.
U potresima je poginulo više od 1300 ljudi, a ozlijeđeno ih je više od 1800.

## Tektonska podloga
Potresi u Afganistanu nastaju zbog aktivne i složene interakcije arapske, euroazijske i indijske ploče jedne s drugom. Potresi u zapadnom Afganistanu prvenstveno su posljedica pomicanja arapske ploče prema sjeveru u odnosu na euroazijsku ploču. Ovu deformacijsku zonu presijecaju različiti geološki rasjedi. No, dio Afganistana koji je potresen u listopadu 2023. bio je relativno rijetko pogođen potresima ranije, pa je seizmičnost tog područja do sada malo istražena.

## Potresi
Dana, 7. listopada 2023. u kratkom vremenskom razdoblju dogodilo se najmanje osam potresa magnitude od 4,6 do 6,3 MW. Prvi potres magnitude 6,3 MW dogodio se u 11:11 sati po lokalnom vremenu (UTC+4:30). Njegov epicentar bio je 39 kilometara sjeverozapadno od pokrajinskog glavnog grada Herata, a hipocentar je bio na dubini od 14 kilometara. Osam minuta kasnije uslijedio je potres magnitude 5,5 mb, u 11:42 po lokalnom vremenu sljedeći glavni potres magnitude 6,3 MW, s epicentrom 37 kilometara sjeverozapadno od Herata i žarišnom dubinom od 10 kilometara. Pola sata kasnije uslijedio je još jedan potres magnitude 5,MW9 MW. Posljednji veliki potres pogodio je to područje 11. listopada ujutro u 5:11 ujutro po lokalnom vremenu tijekom tekućih radova čišćenja i spašavanja, ponovno s magnitudom od 6,3 MW. Njegov epicentar bio je 27 kilometara sjeverozapadno od Herata, a njegova žarišna dubina bila je 9 kilometara.
Žarišni mehanizmi sva tri glavna potresa iz listopada 2023. bili su usmjereni na rasjede u pravcu istok-zapad.